# Berthelinia fijiensis
Berthelinia fijiensis is een slakkensoort uit de familie van de Juliidae. De wetenschappelijke naam van de soort is voor het eerst geldig gepubliceerd in 1966 door Burn.